# Ana Cristina Wanzeler
Ana Cristina da Cunha Wanzeler es una arquitecta y funcionaria brasileña. Entre el 11 de noviembre de 2014 y el 12 de enero de 2015 fue nombrada ministra interina de Cultura de Brasil.

## Trayectoria
El 11 de junio de 2003, Ana Cristina Wanzeler fue nombrada Directora del Departamento de Economía de la Salud, Inversiones y Desarrollo de la Secretaria ejecutiva del Ministerio da Salud, cargo en el que permaneció hasta 2014.
El 11 de noviembre de 2014, la ministra de Cultura, Marta Suplicy presentó la dimisión de su cargo. En un escrito, la mandataria emitía críticas indirectas a la política económica de la presidenta Dilma Rousseff. Como consecuencia y de manera interina, la presidenta nombró como ministra de Estado de Cultura a la alta funcionaria Ana Cristina Wanzeler.